# Ánh Hoa
Ánh Hoa, tên khai sinh Nguyễn Thị Hoa (2 tháng 5 năm 1941 – 1 tháng 11 năm 2020), là một nghệ sĩ cải lương kiêm diễn viên truyền hình người Việt Nam.

## Sự nghiệp
Nghệ sĩ Ánh Hoa sinh ngày 2 tháng 5 năm 1941 tại Mỏ Cày, Bến Tre, xuất thân trong gia đình có truyền thống cải lương và gia đình xuất thân từ truyền thống hát bội. Bà là con của cặp nghệ sĩ cải lương Văn Danh - Ánh Nguyệt. Lúc bảy tuổi, bà bước lên sân khấu với vai giả trai Na Tra trong vở Na Tra lóc thịt của gánh hát Tỷ Phượng. Năm 15 tuổi, bà trở thành đào chính hội tụ cả thanh và sắc.
Năm 16 tuổi bà kết duyên với nghệ sĩ cải lương Minh Chí (1924-1995) (qua đời vì bệnh xơ gan cổ trướng) có biệt danh "Vua Xàng Xê". Từ đây bà bắt đầu nghiệp làm bầu gánh dìu dắt gánh hát Minh Chí phát triển, đi khắp mọi nơi biểu diễn phục vụ khán giả. Sau khi cải lương gặp nhiều khó khăn, bà nghỉ hát bán cơm tấm. Bốn đứa con đều qua đời do bệnh tim (con gái đầu mất lúc 10 tuổi, con thứ hai mất năm 2016, con thứ ba mất lúc 50 tuổi và con út mất lúc 24 tuổi)
Vai diễn phụ trong phim Người tình làm bàn đạp để bà bén duyên với điện ảnh và ghi dấu trong lòng khán giả qua các vai diễn trong Mùa len trâu, Người đẹp Tây Đô, Đồng tiền xương máu,...
Vào lúc 12 giờ 15 phút ngày 1/11/2020, bà đã qua đời tại Bệnh viện Tân Hưng (Quận 7, Thành phố Hồ Chí Minh) do bệnh tai biến mạch máu não. Bà hưởng thọ 79 tuổi.

## Gia đình
Cha mẹ bà là nghệ sĩ cải lương Văn Danh và Ánh Nguyệt. Bà có chồng là Nghệ sĩ Cải lương Minh Chí - Người được mệnh danh là "Vua Xàng Xê". Hai người có với nhau bốn người con và một người cháu nội.

## Hoạt động
*Lưu ý: Danh sách dưới đây chưa được cập nhật đầy đủ.
| Năm  | Tên phim                                   | Vai                          | Ghi chú                                                 |
| ---- | ------------------------------------------ | ---------------------------- | ------------------------------------------------------- |
| 1961 | Thúy đã đi rồi                             | ?                            | Điện ảnh                                                |
| 1992 | Người tình                                 | Bà Đô                        | Điện ảnh                                                |
| 1993 | Mùi đu đủ xanh                             | Bà Ty                        | Bà quay ở Pháp 3 tháng / Điện ảnh                       |
| 1995 | Xích lô (Cyclo)                            | Người hầu của ông chủ        | Điện ảnh                                                |
| 1996 | Người đẹp Tây Đô                           | Mẹ của Quang                 | Dài tập                                                 |
| 1996 | Xóm nước đen                               | Bà Năm                       | Ngắn tập                                                |
| 1997 | Đất phương Nam                             | Bà Tám Luông                 | Dài tập                                                 |
| 1997 | Giã từ dĩ vãng                             | Mẹ Hạnh                      | Dài tập                                                 |
| 1997 | Hải Nguyệt                                 | Bà Bảy                       | Điện ảnh                                                |
| 1999 | Đồng tiền xương máu                        | Bà Khải                      | Dài tập                                                 |
| 2000 | Giao thời                                  |                              |                                                         |
| 2000 | Chị Sáu Kiên Giang                         | Bà Hai Lửa                   | Ngắn tập                                                |
| 2001 | Ba người đàn ông                           | Bà ngoại Nga                 | Điện ảnh                                                |
| 2002 | Vũ khúc con cò                             | Cô Hai                       | Điện ảnh                                                |
| 2003 | Người Bình Xuyên                           |                              | Dài tập                                                 |
| 2004 | Đường đời                                  | Má Thông                     | Dài tập                                                 |
| 2004 | Mùa len trâu (Buffalo Boy)                 | Bà Hai                       | Điện ảnh                                                |
| 2005 | Lẵng hoa tình yêu                          | bà cụ bán rau                | Ngắn tập                                                |
| 2006 | Anh chỉ có mình em                         | Bà vú Thủy Tiên              |                                                         |
| 2007 | Tiếng quốc đêm mưa                         | Nội Tư (Nội Nhánh)           | Điện ảnh truyền hình                                    |
| 2007 | Sài Gòn nhật thực (Saigon Eclipse)         |                              | Điện ảnh                                                |
| 2007 | Gọi giấc mơ về                             | Bà Quý                       | Dài tập                                                 |
| 2010 | Cổng mặt trời                              | Bà Hai                       | Dài tập                                                 |
| 2011 | Có lý có tình: Kiếp chồng chung            | Bà Mười                      |                                                         |
| 2013 | Thế giới cổ tích: Phân xử tài tình         | Người đàn bà ăn cắp chiếc áo |                                                         |
| 2014 | Thế giới cổ tích: Sự tích cây nêu ngày tết | Bà lão                       |                                                         |
| 2014 | Thế giới cổ tích: Bính và Đinh             | Bà lão                       |                                                         |
| 2014 | Thế giới cổ tích: Trạng Quét               | Mẹ Quét                      |                                                         |
| 2015 | Thế giới cổ tích: Sự tích con sam          | Bà Chín                      |                                                         |
| 2015 | Thế giới cổ tích: Đội tên chồng đi thi     | Từ Thị                       |                                                         |
| 2015 | Thế giới cổ tích: Thoại Khanh Châu Tuấn    | Châu Mẫu                     |                                                         |
| 2015 | Thế giới cổ tích: Sự tích con kền kền      | Mẹ Quẹo                      |                                                         |
| 2015 | Thế giới cổ tích: Quả bầu kỳ lạ            | Mẹ thằng Tờ                  |                                                         |
| 2016 | Thế giới cổ tích: Người vợ hiền            | Già Nhãn                     |                                                         |
| 2016 | Thế giới cổ tích: Công chúa đội đèn        | Lão bà                       |                                                         |
| 2016 | Phim truyện: Nghịch Tử (Spoilt Boy)        | Người Mẹ                     | Phim truyện Phật giáo                                   |
| 2019 | Series Cháo Trắng #58: Bất hiếu            | Mẹ                           | Phim ngắn                                               |
| 2019 | Series Cháo Trắng #59: Ngược đãi mẹ chồng  | Mẹ chồng                     | Phim ngắn                                               |
| 2020 | Tham phú phụ bần                           | Người mẹ già                 | Vai diễn cuối cùng của bà trước khi qua đời (phim ngắn) |

| Năm  | Tên vở          | Vai                             | Ghi chú |
| ---- | --------------- | ------------------------------- | ------- |
| ?    | Kiều Nguyệt Nga | Lão Bà (Mẹ của Kiều Nguyệt Nga) |         |
| 1948 | Na Tra lóc thịt | Na Tra                          |         |

| Năm  | Tên gameshow | Ghi chú       |
| ---- | ------------ | ------------- |
| 2019 | Ký ức vui vẻ | Mùa 2 - Tập 9 |

| Năm            | Tên MV            | Ghi chú                                                  |
| -------------- | ----------------- | -------------------------------------------------------- |
| 2014           | Nước mắt của mẹ   | Trình bày bởi Châu Khải Phong                            |
| 2015           | Nỗi buồn mẹ tôi   | Trình bày bởi Sky Nguyễn                                 |
| 2020           | Cò ơi             | Trình bày bởi Gia Huy                                    |
| Những năm 2000 | Một ngôi nhà      | Trình bày bởi bé Khương Duy (nhóm Ve Sầu) & bé Hồng Ngọc |
| 2020           | Chỉ có mẹ mà thôi | Trình bày bởi Hồ Việt Trung                              |